# Johnsonpthirus heliosciuri
Johnsonpthirus heliosciuri är en insektsart som först beskrevs av Carlos Emmons Cummings 1913.  Johnsonpthirus heliosciuri ingår i släktet Johnsonpthirus och familjen ledlöss. Inga underarter finns listade i Catalogue of Life.